# Férfi 4 × 10 km-es sífutóváltó az 1984. évi téli olimpiai játékokon
Az 1984. évi téli olimpiai játékokon a sífutás férfi 4 × 10 km-es váltó versenyszámát február 16-án rendezték Igman-hegyvidéken. Az aranyérmet a svéd váltó nyerte meg. A versenyszámban nem vett részt magyar csapat.

## Végeredmény
Az időeredmények másodpercben értendők.
| Helyezés | Csapat | Idő                                            |
| -------- | --- | ---------------------------------------------- |
| Arany    | Svédország (SWE) · Thomas Wassberg · Benny Kohlberg · Jan Ottosson · Gunde Svan                              | 1:55:06,30 28:47,00 28:47,90 29:04,10 28:27,30 |
| Ezüst    | Szovjetunió (URS) · Olekszandr Batyuk · Alekszandr Zavjalov · Vlagyimir Nyikityin · Nyikolaj Zimjatov        | 1:55:16,50 28:57,60 28:25,10 29:15,80 28:38,00 |
| Bronz    | Finnország (FIN) · Kari Ristanen · Juha Mieto · Harri Kirvesniemi · Aki Karvonen                             | 1:56:31,40 30:21,60 28:36,20 28:35,00 28:58,60 |
| 4.       | Norvégia (NOR) · Lars Erik Eriksen · Jan Lindvall · Ove Aunli · Tor Håkon Holte                              | 1:57:27,60 30:14,60 28:43,70 28:24,10 30:05,20 |
| 5.       | Svájc (SUI) · Giachem Guidon · Konrad Hallenbarter · Joos Ambühl · Andi Grünenfelder                         | 1:58:06,00 29:42,90 29:48,70 29:28,50 29:05,90 |
| 6.       | NSZK (FRG) · Jochen Behle · Stefan Dotzler · Franz Schöbel · Peter Zipfel                                    | 1:59:30,20 30:05,80 29:54,70 29:37,30 29:52,40 |
| 7.       | Olaszország (ITA) · Maurilio De Zolt · Alfred Runggaldier · Giulio Capitanio · Giorgio Vanzetta              | 1:59:30,30 30:21,40 30:26,60 29:47,00 28:55,30 |
| 8.       | Egyesült Államok (USA) · Dan Simoneau · Tim Caldwell · Jim Galanes · Bill Koch                               | 1:59:52,30 29:36,40 31:43,00 29:14,70 29:18,20 |
| 9.       | NDK (GDR) · Karsten Brandt · Uwe Wünsch · Frank Schröder · Uwe Bellmann                                      | 2:02:13,90 32:06,30 29:35,10 30:48,00 29:44,50 |
| 10.      | Bulgária (BUL) · Szvetoszlav Atanaszov · Atanasz Szimidcsiev · Milus Ivancsev · Hriszto Barzanov             | 2:03:17,60 31:48,40 30:25,50 30:17,10 30:46,60 |
| 11.      | Ausztria (AUT) · Andreas Gumpold · Franz Gatterman · Peter Juric · Alois Stadlober                           | 2:04:39,00 32:59,10 30:59,70 30:35,60 30:04,60 |
| 12.      | Jugoszlávia (YUG) · Ivo Čarman · Jože Klemenčić · Janež Kršinar · Dušan Ðuričić                              | 2:04:42,80 31:38,20 31:47,90 30:49,40 30:27,30 |
| 13.      | Japán (JPN) · Szaszaki Kazunari · Jamada Hideaki · Szató Szatosi · Nakazava Júszei                           | 2:06:42,50 32:54,00 30:56,60 31:14,10 31:37,80 |
| 14.      | Nagy-Britannia (GBR) · Mark Moore · Andrew Rawlin · Mike Dixon · John Spotswood                              | 2:10:09,90 32:31,80 32:19,30 33:17,50 32:01,30 |
| 15.      | Kína (CHN) · Song Shi · Li Xiaoming · Lin Guanghao · Zhu Dianfa                                              | 2:16:52,40 34:12,80 34:47,40 34:00,80 33:51,40 |
| 16.      | Argentína (ARG) · Julio Moreschi · Norberto Baumann · Ricardo Holler · Alejandro Baratta                     | 2:27:07,10 37:05,90 35:30,90 37:29,30 37:01,00 |
| –        | Mongólia (MGL) · Pürevjavyn Batsüh · Vangansürengiin Rentsjinhorol · Dondogiin Ganhujag · Luvsandasjiin Dorj | kizárták                                       |